# 8月30日
8月30日（はちがつさんじゅうにち）は、グレゴリオ暦で年始から242日目（閏年では243日目）にあたり、年末まであと123日ある。

## できごと
- 1282年 - アラゴン王ペドロ3世がトラーパニに上陸しシチリア晩祷戦争に参戦。
- 1363年（至正23年7月21日） - 鄱陽湖の戦いが始まる。
- 1590年（天正18年8月1日） - 徳川家康が江戸城に入城[1]。入城日は、後に八朔御祝儀の日になる。
- 1615年（元和元年7月7日） - 江戸幕府が武家諸法度を発布。
- 1721年 - ユリウス暦のこの日（グレゴリオ暦においては9月10日）、ニスタット条約の締結により大北方戦争が終結。
- 1727年 - オラニエ公妃アンが王の長女の称号プリンセス・ロイヤルを授けられる。
- 1757年 - 七年戦争: グロース＝イェーゲルスドルフの戦い。
- 1791年 - 前日にグレートバリアリーフの外礁に座礁したHMSパンドラが朝に沈没。
- 1799年 - サミュエル・ストーリー（オランダ語版）少将が指揮するバタヴィア海軍の戦隊がイギリス海軍に降伏する（Vlieter incident）。
- 1813年 - クリーク戦争ミムズ砦虐殺: クリーク族インディアンの一派「レッド・スティックス」がアラバマ・モービルのミムズ砦を襲撃し住民を虐殺。
- 1862年 - 南北戦争: リッチモンドの戦いが始まる。
- 1862年 - 南北戦争: 第二次ブルランの戦いが南軍の勝利で終わる。
- 1882年 - 済物浦条約。
- 1895年 - 気象学者の野中到が、富士山頂に私費で測候所を開設。
- 1900年 - 幸徳秋水が、自由党の後身・憲政党の藩閥との妥協を批判する論文「自由党を祭る文」を『萬朝報』で発表。
- 1905年 - タイ・カッブがMLBデビュー。
- 1911年 - 日本で西園寺公望が第14代内閣総理大臣に就任し、第2次西園寺内閣が発足。
- 1914年 - 第一次世界大戦: ドイツ軍機がパリへ爆弾を投下。都市爆撃の先駆けとなる[2]。
- 1939年 - 日本で陸軍大将阿部信行が第36代内閣総理大臣に就任し、阿部内閣が発足。
- 1940年 - 松岡洋右外相とアンリ仏大使が北部仏印進駐に関する協定（松岡・アンリ協定）を締結[3]。
- 1940年 - 第二次ウィーン裁定（英語版）、ルーマニアはトランシルバニア北部をハンガリーに譲渡。
- 1941年 - 第二次世界大戦: 日本で金属類回収令公布。
- 1945年 - バターン号に搭乗した連合国軍最高司令官ダグラス・マッカーサー元帥が、厚木飛行場に到着。
- 1945年 - 第二次世界大戦: 英第111.2任務群が香港島へ到着して軽巡洋艦スウィフトシュアからハーコート（英語版）海軍少将が上陸する。
- 1945年 - 第二次世界大戦後のドイツを統治する連合国管理理事会（英語版）が発足。
- 1956年 - スターリン批判を受け、北朝鮮で同国の幹部が最高指導者金日成の個人崇拝や工業政策を批判。（8月宗派事件）
- 1962年 - 戦後初の日本の国産旅客機であるYS-11が初飛行。
- 1963年 - アメリカのホワイトハウスとソ連のクレムリンの間を直接結ぶホットライン（モスクワ＝ワシントン・ホットライン）を開設。
- 1967年 - 米議会上院がサーグッド・マーシャルを（アフリカ系アメリカ人として初めての）連邦最高裁判事とする事に合意する。
- 1974年 - 三菱重工爆破事件。8人死亡、376人負傷[4]。
- 1981年 - イランの首相府で爆弾テロ。モハンマド・アリー・ラジャーイー大統領・モハンマド・ジャヴァード・バーホナル首相らが死亡。
- 1983年 - ギオン・ブルーフォードがアフリカ系アメリカ人として初めて宇宙へ飛び立つ（STS-8）。
- 1984年 - スペースシャトル「ディスカバリー」が初打ち上げ[5]。
- 1989年 - 堀江謙一が超小型ヨットでのアメリカから日本への太平洋横断に成功。27年前の往路と併せて単独往復を達成。
- 1991年 - 宇宙科学研究所 (ISAS) が、Ｍ-3ＳII型ロケット6号機により日本で2機目となるＸ線太陽観測衛星「ようこう」を打ち上げ[6]。

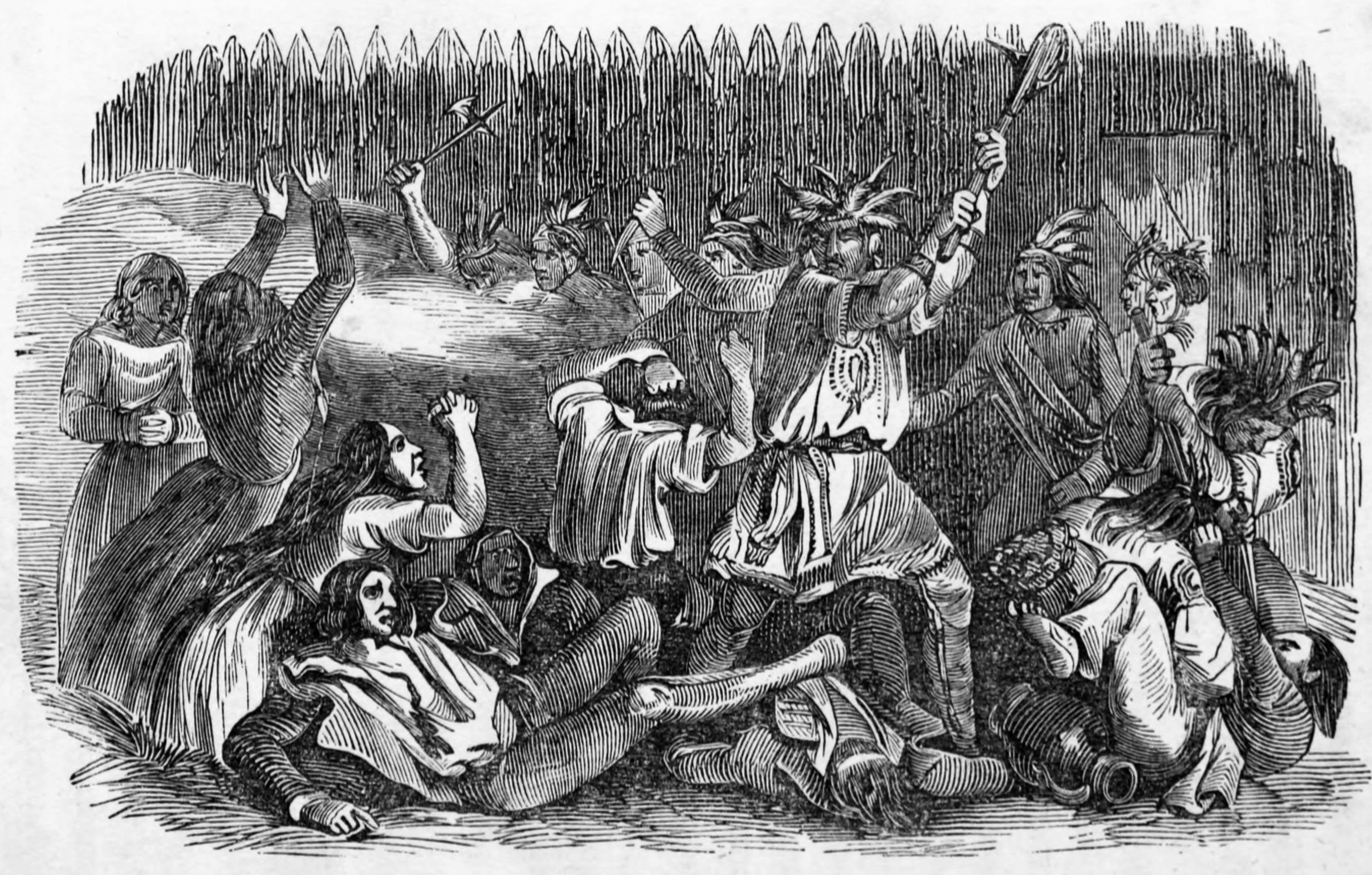
クリーク戦争、ミムズ砦虐殺(1813)

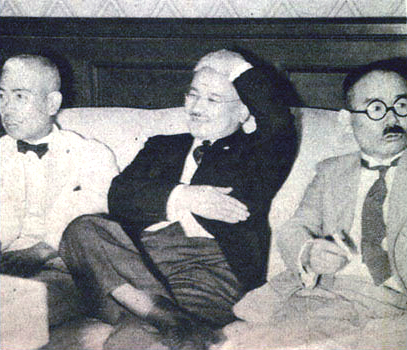
阿部内閣発足(1939-1940)。画像は29日の阿部信行と閣僚。

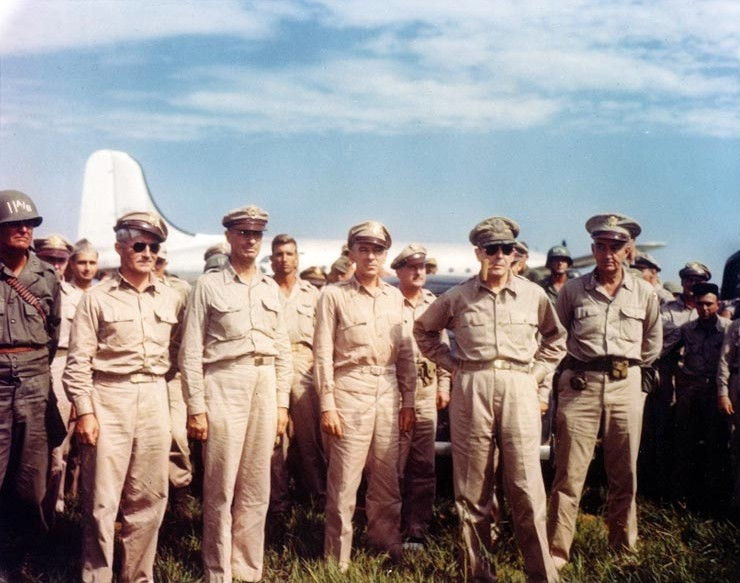
ダグラス・マッカーサー（右から2番目）、厚木海軍飛行場に到着(1945)。

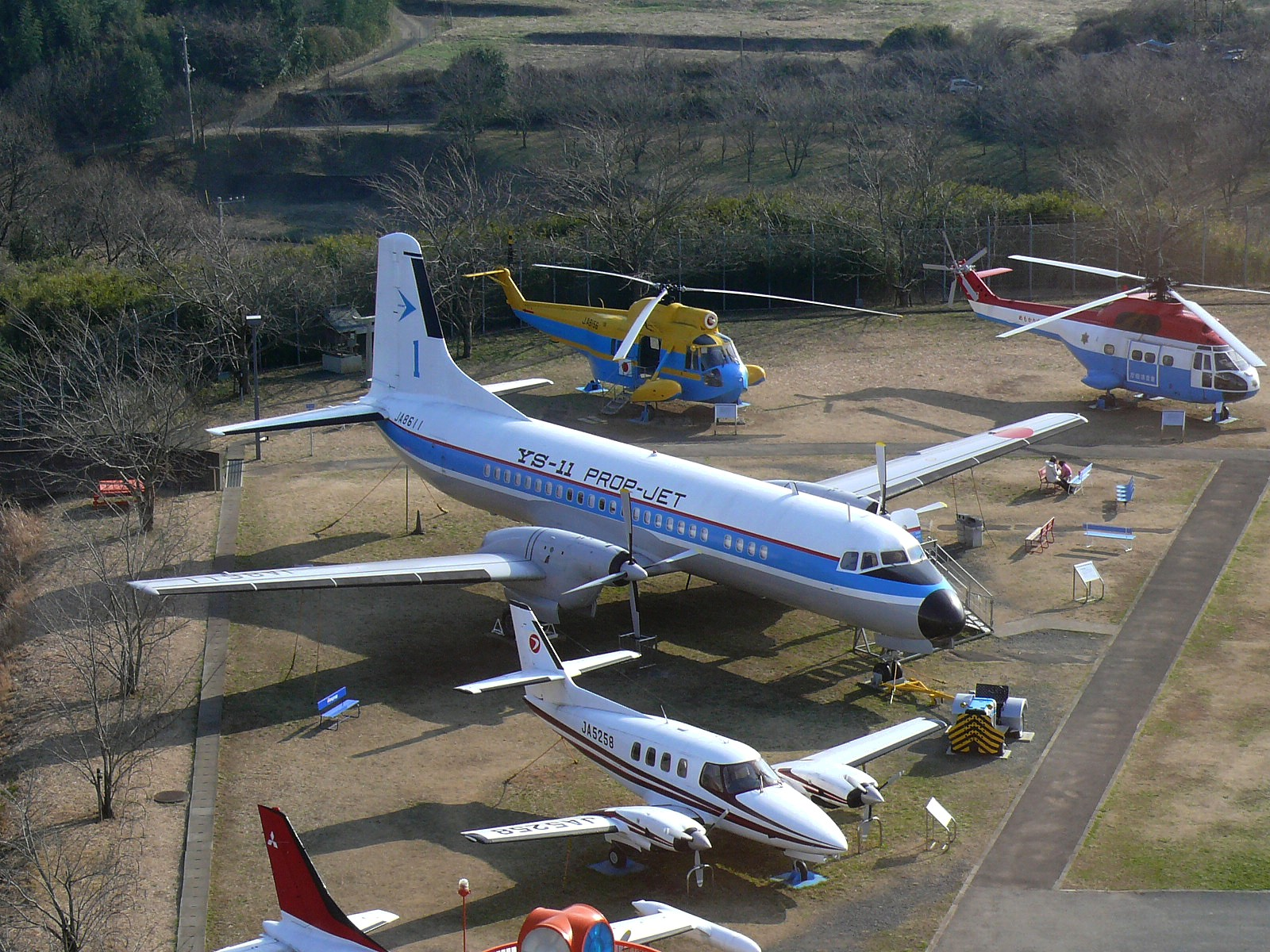
戦後初の日本国産旅客機、YS-11初飛行(1962)

- 1995年 - ボスニア・ヘルツェゴビナ紛争: NATOによるボスニア・ヘルツェゴビナ空爆が行われる。NATO史上最大規模の航空作戦で、第二次世界大戦以降ではヨーロッパ最大規模の空爆となった[7]。
- 1995年 - 信用組合最大手の木津信用組合と第二地方銀行最大手の兵庫銀行が経営破綻、兵庫銀行の破綻は日本の銀行では戦後初となった[8]。
- 1999年 - 日本ジャグリング協会 (JJA) 設立。
- 2006年 - 海上自衛隊のあたご型護衛艦の2番艦護衛艦あしがらが進水。
- 2007年 - 日本で第65回世界SF大会（ワールドコン）が開催。アジアで初の開催。
- 2007年 - 尾瀬国立公園が誕生（29番目の国立公園）。
- 2009年 - 第45回衆議院議員総選挙。自由民主党が大敗、政権交代を訴えた民主党が歴史的な圧勝をし、衆議院でも第一党となる。
- 2014年 - 国内でのクーデターにより始まった2014年レソト政治危機（英語版）に際してレソト首相トム・タバネ（英語版）が南アフリカへ逃亡。
- 2015年 - 梅小路蒸気機関車館がこの日限りで閉館[9]。
- 2018年 - イギリス政府が、エナジードリンクに含まれるカフェインなどの大量摂取による健康被害を防ぐため、未成年によるエナジードリンクの購入を禁止する方針を発表[10]。
- 2020年 - ベラルーシで、当月9日の大統領選で不正があったと抗議の声を上げる数万人の市民が、ルカシェンコ大統領の退陣を求め、デモ行進した[11]。
- 2021年 - アフガニスタンから米軍が完全撤退。アメリカ史上最長となる20年間の戦争が終結した[12]。

## 誕生日

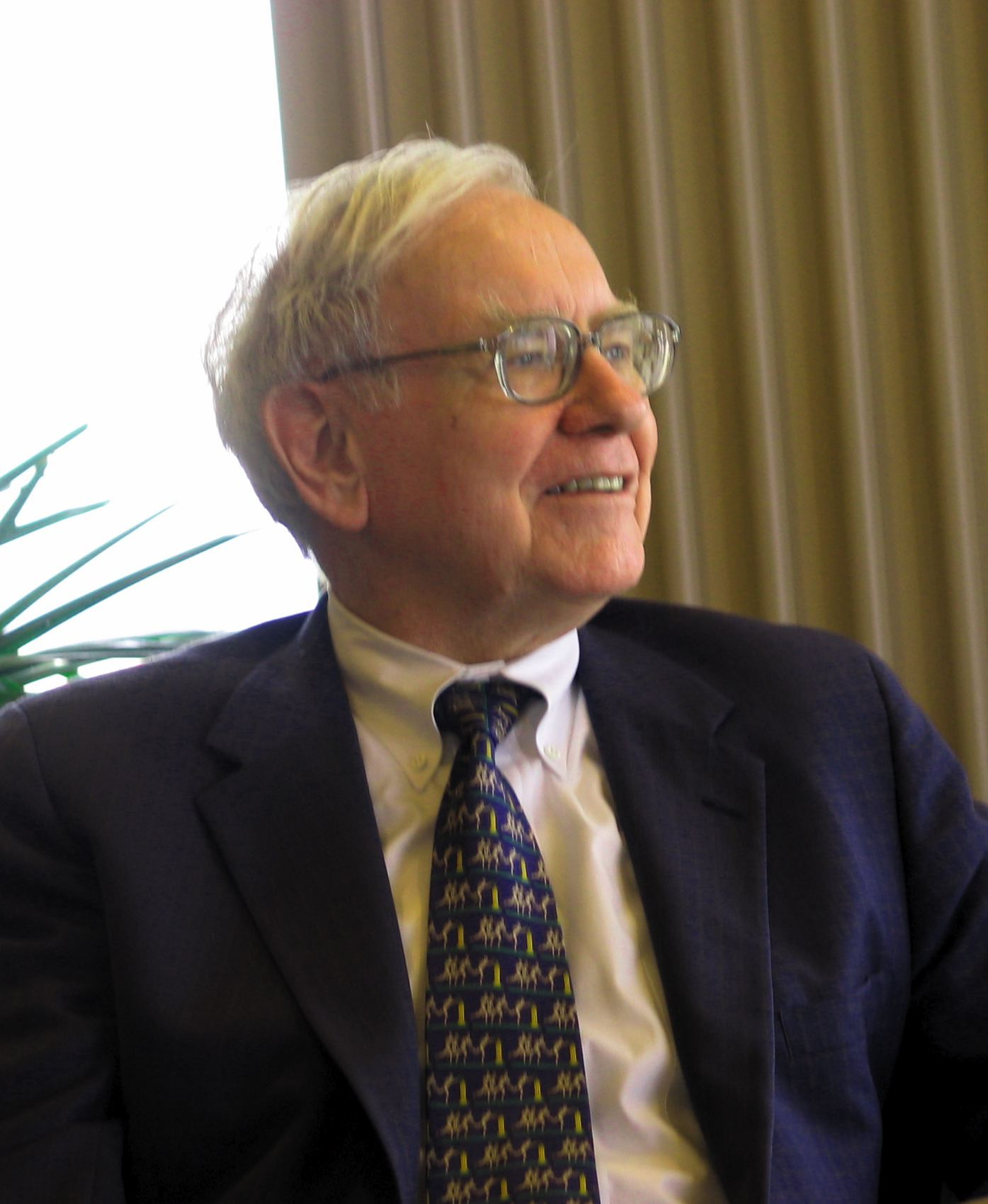
ファンダメンタル投資家「オマハの賢人」ウォーレン・バフェット(1930-)誕生。

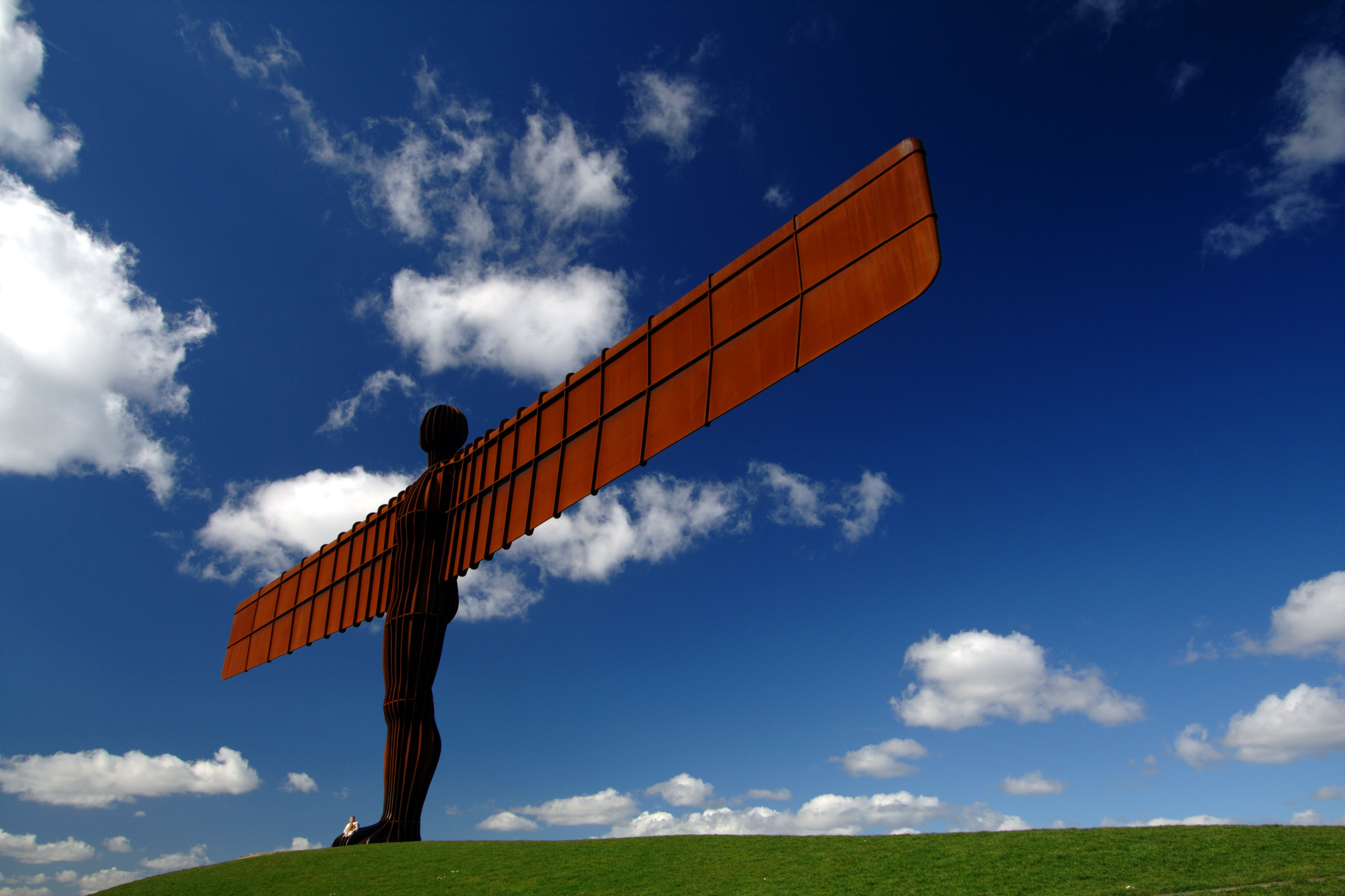
彫刻家アントニー・ゴームリー(1950-)誕生。画像は『エンジェル・オブ・ザ・ノース』(1998-))誕生。

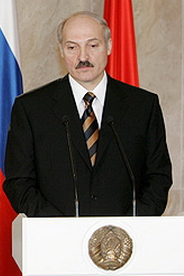
ベラルーシ初代大統領、アレクサンドル・ルカシェンコ(1954-))誕生。

- 1334年 - ペドロ1世、カスティリャ王（+ 1369年）
- 1377年 - シャー・ルフ[13]、ティムール朝第3代君主（+ 1447年）
- 1594年（文禄3年7月15日） - 中川久盛、岡藩2代藩主（+ 1653年）
- 1627年（寛永4年7月20日） - 伊藤仁斎、儒学者、思想家（+ 1705年）
- 1700年（元禄13年7月16日） - 池田定賢、若桜藩2代藩主（+ 1736年）
- 1706年（宝永3年7月23日） - 木下俊保、日出藩6代藩主（+ 1738年）
- 1745年（延享2年8月4日） - 鍋島治茂、佐賀藩8代藩主（+ 1805年）
- 1748年 - ジャック＝ルイ・ダヴィッド、画家（+ 1825年）
- 1772年（安永13年8月2日） - 木下俊懋、日出藩11代藩主（+ 1822年）
- 1773年 - ポラック・ミハーリ、建築家（+ 1855年）
- 1785年（乾隆50年7月26日） - 林則徐、清の欽差大臣（+ 1850年）
- 1797年 - メアリー・シェリー、小説家（+ 1851年）
- 1803年（享和3年7月14日） - 松平忠誨、尼崎藩5代藩主（+ 1829年）
- 1810年（文化7年8月1日） - 堀田正睦、老中（+ 1864年）
- 1811年 - テオフィル・ゴーティエ、詩人、小説家、劇作家（+ 1872年）
- 1814年 - ホーレス・メイナード、第31代アメリカ合衆国郵政長官（+ 1882年）
- 1827年 - ギーゼラ・フォン・アルニム、作家（+ 1889年）
- 1837年 - エレン・アーサー、アメリカ合衆国のファーストレディ（+ 1880年）
- 1844年 - フリードリヒ・ラッツェル、地理学者、生物学者（+ 1904年）
- 1849年 - カル・マクヴィー、プロ野球選手（+ 1926年）
- 1852年 - ヤコブス・ヘンリクス・ファント・ホッフ、科学者、ノーベル化学賞受賞者（+ 1911年）
- 1855年 - イーヴリン・ド・モーガン、画家（+ 1919年）
- 1860年 - 和田垣謙三、経済学者（+ 1919年）
- 1860年 - イサーク・レヴィタン、画家（+ 1900年）
- 1871年 - アーネスト・ラザフォード、物理学者（+ 1937年）
- 1871年（明治4年7月15日） - 国木田独歩、小説家、詩人（+ 1908年）
- 1883年 - テオ・ファン・ドースブルフ、画家（+ 1931年）
- 1897年 - 小口太郎、歌人、科学者（+ 1924年）
- 1898年 - カイカイ・カイラー、プロ野球選手（+ 1950年）
- 1902年 - 木村武雄、政治家（+ 1983年）
- 1907年 - ジョン・モークリー、物理学者、ENIACの開発者の1人（+ 1980年）
- 1907年 - レオノール・フィニ、画家（+ 1996年）
- 1908年 - 河津清三郎、俳優（+ 1983年）
- 1909年 - バージニア・リー・バートン、絵本作家（+ 1968年）
- 1918年 - テッド・ウィリアムズ、プロ野球選手（+ 2002年）
- 1918年 - ヴィルヘルム・エーム、軍人（+ 2009年）
- 1923年 - 野長瀬三摩地、脚本家、演出家（+ 1996年）
- 1924年 - ケニー・ドーハム、ジャズトランペッター（+ 1972年）
- 1924年 - アレクサンドル・ロバノフ、芸術家（+ 2003年）
- 1925年 - 永山武臣、実業家（+ 2006年）
- 1925年 - 金子太郎、実業家、元環境庁事務次官（+ 2020年）
- 1925年 - ジョージ・ウイルソン、元プロ野球選手（+ 1974年）
- 1926年 - 松川博爾、プロ野球選手（+ 2007年）
- 1930年 - ウォーレン・バフェット、投資家
- 1931年 - 八奈見乗児、声優（+ 2021年）
- 1932年 - 村木賢吉、演歌歌手（+ 2021年）
- 1933年 - 河村久文、プロ野球選手（+ 2005年）
- 1934年 - 金子勝彦、スポーツアナウンサー（+ 2023年）
- 1935年 - 佐々井秀嶺、僧侶
- 1937年 - ブルース・マクラーレン、レーシングドライバー・オーナー（+ 1970年）
- 1939年 - 矢田有三、元俳優、元声優
- 1941年 - 木下栄一郎、経営者
- 1943年 - ジャン＝クロード・キリー、アルペンスキーヤー
- 1943年 - 佐々木宏一郎、プロ野球選手（+ 1989年）
- 1944年 - 野川由美子、女優
- 1944年 - タグ・マグロウ、プロ野球選手（+ 2004年）
- 1945年 - 佐藤勝彦、宇宙物理学者
- 1946年 - アンナ＝マリア、ギリシャ王妃
- 1946年 - ペギー・リプトン、女優（+ 2019年）
- 1946年 - 宮路オサム、演歌歌手（殿さまキングス）
- 1947年 - 山内昌之、歴史学者
- 1947年 - 三宅成幸、元プロ野球選手
- 1947年 - 二世茂山七五三、狂言師、人間国宝
- 1948年 - 井上陽水、歌手
- 1948年 - フレッド・ハンプトン、社会運動家
- 1948年 - ルイス・ブラック、俳優、脚本家、コメディアン
- 1949年 - クリス・ラッタ、声優、俳優（+ 1994年）
- 1950年 - アントニー・ゴームリー、彫刻家
- 1951年 - ティモシー・ボトムズ、俳優
- 1952年 - 梶間健一、元プロ野球選手
- 1953年 - ロバート・パリッシュ、バスケットボール選手
- 1953年 - 島田二郎、政治家
- 1954年 - 功刀俊洋、歴史家
- 1954年 - アレクサンドル・ルカシェンコ、政治家、ベラルーシ大統領
- 1954年 - デヴィッド・ペイマー、俳優、声優
- 1955年 - 大野豊、元プロ野球選手
- 1955年 - 石淵国博、元プロ野球選手
- 1955年 - 室山眞弓、漫画家（室山まゆみ）
- 1957年 - 長内孝、元プロ野球選手
- 1957年 - 小川淳司、元プロ野球選手、監督
- 1958年 - 西村麻聡、ミュージシャン
- 1958年 - 于栄光、俳優
- 1959年 - 駒崎幸一、元プロ野球選手
- 1959年 - 田辺繁文、元プロ野球選手
- 1961年 - 所十三、漫画家
- 1962年 - アレクサンドル・リトビネンコ、反体制活動家、ライター
- 1962年 - 渋谷俊浩、元陸上競技選手
- 1963年 - マイケル・チクリス、俳優
- 1963年 - 小山昌男、元プロ野球選手
- 1964年 - ギャビン・フィッシャー、カーレースエンジニア
- 1965年 - 神野美伽、歌手
- 1965年 - 塚本やすし、画家
- 1965年 - 木村恵二、元プロ野球選手
- 1965年 - 郭建成、元プロ野球選手
- 1966年 - 羽海野チカ、漫画家
- 1966年 - オルズベック・ナザロフ、プロボクサー
- 1966年 - 小谷実可子、アーティスティックスイミング選手、スポーツコメンテーター
- 1966年 - 木内孝胤、政治家、投資銀行家
- 1966年 - マイケル・ミシェル、女優
- 1966年 - 村口史子、プロゴルファー
- 1967年 - フレデリーク・ファン・デル・ワル 、スーパーモデル
- 1967年 - 海老根智仁、実業家
- 1968年 - 布川智子、タレント、アイドル
- 1969年 - 山本美希、アナウンサー
- 1969年 - ディミトリス・スグロス、ピアニスト
- 1970年 - 光良、歌手
- 1971年 - ラーズ・フレデリクセン、ボーカリスト、ギタリスト（ラーズ・フレデリクセン・アンド・ザ・バスターズ）
- 1971年 - 山田潤、元プロ野球選手
- 1971年 - 服部浩紀、元サッカー選手
- 1971年 - 河下水希、漫画家
- 1971年 - K・メーガン・マッカーサー、宇宙飛行士
- 1972年 - 澤大介、競艇選手
- 1972年 - 西郷泰之、元野球選手
- 1972年 - パベル・ネドベド、サッカー選手
- 1972年 - ブレット・ドイル、騎手
- 1972年 - キャメロン・ディアス、女優
- 1973年 - 尾上紫、日本舞踊家、女優
- 1973年 - 大飛翔誠志、元大相撲力士
- 1973年 - 佐藤アツヒロ、俳優（元光GENJI）
- 1973年 - 高山哲哉、アナウンサー
- 1974年 - 内藤大助、元プロボクサー、WBC世界フライ級チャンピオン
- 1974年 - ハビエル・オチョア、自転車選手
- 1975年 - 前田和之、元プロ野球選手
- 1975年 - ラディ・ジャイディ、サッカー選手
- 1975年 - 中山智香子、バドミントン選手
- 1975年 - 関根明子、元トライアスロン選手
- 1975年 - あんじ、ファッションモデル、女優、タレント
- 1975年 - マリナ・アニシナ、フィギュアスケーター
- 1975年 - 吉田充里、サックス奏者
- 1976年 - 南野やじ、お笑い芸人
- 1976年 - 山本大輔、ドラマ監督
- 1977年 - 石塚さより、声優
- 1977年 - フェリックス・サンチェス、ハードル選手
- 1977年 - 原俊介、元プロ野球選手
- 1977年 - 松本輝、元プロ野球選手
- 1977年 - エルデン・ヘンソン、俳優
- 1977年 - ショーン・アレキサンダー、アメリカンフットボール選手
- 1977年 - マーロン・バード、元プロ野球選手
- 1977年 - カミル・コソフスキ、サッカー選手
- 1977年 - ジョージ・コリアス、音楽家（ナイルなど）
- 1977年 - 魔神ぐり子、漫画家
- 1978年 - クリフ・リー、元プロ野球選手
- 1978年 - 吉沢悠、俳優
- 1978年 - 川村綾、アナウンサー
- 1978年 - シネイド・ケアー、フィギュアスケート選手
- 1979年 - フアン・イグナシオ・チェラ、テニス選手
- 1979年 - 佐伯英恵、ファッションモデル
- 1979年 - スコット・リッチモンド、プロ野球選手
- 1980年 - 清水久嗣、アナウンサー
- 1980年 - 國元なつき 、女優
- 1981年 - アナイシス・エルナンデス、柔道家
- 1982年 - アンディ・ロディック、テニス選手
- 1982年 - アリナ・ドゥミトル、柔道家
- 1982年 - 岡村仁美、アナウンサー、記者
- 1982年 - 八代じゅん、タレント
- 1982年 - 米澤円、声優
- 1983年 - 松本潤、俳優、歌手（嵐）
- 1983年 - EXILE NAOTO、ダンサー（EXILE・J Soul Brothers・三代目 J SOUL BROTHERS from EXILE TRIBE）
- 1983年 - レオン・ボイド、プロ野球選手
- 1983年 - 村山太朗、プロ野球審判員
- 1983年 - 神原大地、声優
- 1983年 - 中谷一馬、政治家
- 1983年 - 桜井ひな、タレント
- 1984年 - 古賀幸一郎、バレーボール選手
- 1984年 - 星野涼子、タレント
- 1984年 - 山内麻美、ファッションモデル
- 1984年 - 山本光将、元プロ野球選手
- 1984年 - 劉艶、フィギュアスケート選手
- 1985年 - 浅見真紀、プロ雀士
- 1985年 - 井上ジョー、シンガーソングライター
- 1985年 - 歌広場淳、ミュージシャン（ゴールデンボンバー）
- 1985年 - ティアナ・マディソン、走り幅跳び選手
- 1985年 - リーゼル・ジョーンズ、競泳選手
- 1986年 - 佐藤昭大、サッカー選手
- 1986年 - 丹野研太、サッカー選手
- 1986年 - ライアン・ロス、シンガーソングライター、ギタリスト（元パニック!アット・ザ・ディスコ）
- 1987年 - 竹村千里、ゴルファー
- 1988年 - JYONGRI、歌手
- 1988年 - エルネスツ・ガルビス、テニス選手
- 1988年 - 春川恭亮、俳優
- 1989年 - 足立かりん、タレント
- 1989年 - 垣内彩未、モデル
- 1989年 - 紅蘭、ダンサー、タレント
- 1989年 - ダニエル・スチュアート・ジョンソン、プロ野球選手
- 1989年 - ビリー・バーンズ、元プロ野球選手
- 1989年 - ビービー・レクサ、シンガーソングライター
- 1990年 - 藤村直樹、俳優
- 1990年 - 谷中麻里衣、キャスター、アナウンサー
- 1990年 - 川田翔子、政治家
- 1991年 - 鎌田あかね、元タレント
- 1991年 - 寺田夏生、陸上選手
- 1993年 - 財前光希、ファッションモデル
- 1993年 - 鈴木まなか、作曲家
- 1993年 - 廖任磊、プロ野球選手
- 1993年 - まひる、お笑い芸人（ガンバレルーヤ）
- 1993年 - 石井利佳、タレント、歌手
- 1993年 - 登坂絵莉、元レスリング選手
- 1993年 - 緒方友莉奈、グラビアアイドル
- 1994年 - 下村彩里、アナウンサー
- 1994年 - 西本拳太、バドミントン選手
- 1994年 - テイラー・ハーン、プロ野球選手
- 1995年 - 岩田絵里奈、アナウンサー
- 1995年 - ショーン・リード＝フォーリー、プロ野球選手
- 1996年 - 伊藤裕季也、プロ野球選手
- 1996年 - 松原后、サッカー選手
- 1996年 - 翠富士一成、大相撲力士
- 1996年 - 荒川、お笑い芸人（エルフ）
- 1997年 - 阿部顕嵐、タレント（7ORDER project）
- 1997年 - 眞嶋優、女優
- 1999年 - 杏花、女優
- 2000年 - 横川凱、プロ野球選手
- 2001年 - 池﨑理人、アイドル（INI）
- 2001年 - 宮崎一樹、プロ野球選手
- 2001年 - ヘイデン・バードソング、プロ野球選手
- 2002年 - 浦田俊輔、プロ野球選手
- 2004年 - キム・ギュビン、アイドル（ZEROBASEONE）
- 2005年 - 丸井優奈、サッカー選手
- 2006年 - 北原もも、アイドル（OCHA NORMA）
- 2007年 - 西矢椛[14]、プロスケートボード選手
- 生年不詳 - 荻野葉月[15]、声優
- 生年非公表 - 山口登、声優

## 忌日
- 526年 - テオドリック、東ゴート王国の王（* 454年）
- 826年（天長3年7月24日） - 藤原冬嗣、平安時代の公卿（* 775年）
- 1025年（万寿2年8月5日） - 藤原嬉子、後朱雀天皇尚侍（* 1007年）
- 1181年 - アレクサンデル3世、第170代ローマ教皇（* 1105年?）
- 1284年（弘安7年7月18日） - 一条実経、鎌倉時代の公卿（* 1223年）
- 1294年（永仁2年8月8日） - 鷹司兼平、鎌倉時代の公卿（* 1228年）
- 1329年 - コシラ、元朝第9代ハーン（* 1300年）
- 1428年（正長元年7月20日） - 称光天皇[16]、第101代天皇（* 1401年）
- 1470年（文明2年8月4日） - 京極持清、室町時代の守護大名（* 1407年）
- 1483年 - ルイ11世、フランス王（* 1423年）
- 1517年 - コンラッド・スーセンホーファー、鎧鍛冶職人（* 1450年-1460年頃）
- 1526年（大永6年7月23日） - 冷泉為広、室町時代の公卿、歌人（* 1450年）
- 1531年（享禄4年7月18日） - 足利政氏、第2代古河公方（* 1462年）
- 1549年（天文18年8月8日） - 荒木田守武、連歌師（* 1473年）
- 1557年（弘治3年8月7日） - 北就勝、戦国武将
- 1557年（弘治3年8月7日） - 千葉親胤、下総国の戦国大名（* 1541年）
- 1580年 - エマヌエーレ・フィリベルト、サヴォイア公（* 1528年）
- 1619年（元和5年7月21日） - 島津義弘、薩摩国の戦国大名（* 1535年）
- 1773年 - ニコロ・ナッツオーニ、建築家（* 1691年）
- 1821年 - ジョン・フランシス・マーサー、メリーランド州知事（* 1759年）
- 1831年 - ルイーゼ・フォン・ザクセン＝ゴータ＝アルテンブルク、ザクセン＝コーブルク＝ザールフェルト公エルンスト1世の妃（* 1800年）
- 1835年 - ウィリアム・テイラー・バリー、第10代アメリカ合衆国郵政長官（* 1784年）
- 1844年 - フランシス・ベイリー、天文学者（* 1774年）
- 1849年（天保12年7月14日） - 林述斎、儒学者（* 1768年）
- 1856年 - ジョン・ロス、探検家（* 1777年）
- 1879年 - ジョン・ベル・フッド、アメリカ連合国陸軍中将（* 1831年）
- 1880年 - ロバート・マクレランド、第4代アメリカ合衆国内務長官（* 1807年）
- 1885年 - 大炊御門家信、江戸時代の公卿（* 1818年）
- 1903年 - 後藤貞行、彫刻家（* 1850年）
- 1908年 - ジョヴァンニ・ファットーリ、画家、版画家（* 1825年）
- 1918年 - ジェイムズ・ドナルド・キャメロン、第32代アメリカ合衆国陸軍長官（* 1833年）
- 1918年 - モイセイ・ウリツキー、ペトログラードチェーカー議長（* 1873年）
- 1920年 - ベンジャミン・スミス・ライマン、鉱山学者（* 1835年）
- 1928年 - フランツ・フォン・シュトゥック、画家、彫刻家、建築家（* 1863年）
- 1928年 - ヴィルヘルム・ヴィーン、物理学者（* 1864年）
- 1939年 - ハンス・クント、ボリビア軍の軍事顧問（* 1869年）
- 1940年 - ジョゼフ・ジョン・トムソン、物理学者（* 1856年）
- 1941年 - 洪蘭坡、作曲家（*1898年）
- 1942年 - ミゲル・ホワイト、陸上競技選手（* 1909年）
- 1946年 - グリゴリー・セミョーノフ、白軍の指導者（* 1890年）
- 1965年 - 宮崎繁三郎、日本陸軍の中将（* 1892年）
- 1970年 - エルンスト・ツィナー、天文学者（* 1886年）
- 1970年 - 月形龍之介、俳優（* 1902年）
- 1970年 - エイブラハム・ザプルーダー、ザプルーダー・フィルム撮影者（* 1905年）
- 1978年 - トーマス・チャーチ、造園家、環境デザイナー（* 1902年）
- 1981年 - モハンマド・アリー・ラジャーイー、政治家、イラン大統領（* 1933年）
- 1981年 - モハンマド・ジャヴァード・バーホナル（英語版）、神学者、イラン首相（* 1933年）
- 1981年 - ヴェラ＝エレン、女優、ダンサー（* 1921年）
- 1983年 - イリナ・ユスポヴァ、フェリックス・ユスポフの娘（* 1915年）
- 1984年 - 有吉佐和子、小説家（* 1931年）
- 1985年 - フィリー・ジョー・ジョーンズ、ジャズドラマー（* 1923年）
- 1987年 - 助高屋高助 (5代目)、歌舞伎役者（* 1900年）
- 1987年 - 兪鎮午、小説家、法学者、韓国新民党党首（* 1906年）
- 1990年 - 内山龍雄、物理学者（* 1916年）
- 1991年 - ジャン・ティンゲリー、現代美術家、彫刻家、画家（* 1925年）
- 1992年 - 伊達正男、社会人野球選手（* 1911年）
- 1992年 - 五社英雄、映画監督（* 1929年）
- 1993年 - リチャード・ジョーダン、俳優（* 1938年）
- 1994年 - リンゼイ・アンダーソン、映画監督（* 1923年）
- 1994年 - 天谷直弘、資源エネルギー庁長官、経済産業審議官（* 1925年）
- 1995年 - 山口瞳、小説家（* 1926年）
- 1995年 - フィッシャー・ブラック、経済学者（* 1938年）
- 1996年 - 大野昭和斎、木工芸家（* 1912年）
- 1996年 - ヨゼフ・ミューラー＝ブロックマン、グラフィックデザイナー、タイポグラファー（* 1914年）
- 1996年 - 玉上琢弥、国文学者（* 1915年）
- 1997年 - 神田鎮雄、将棋棋士（* 1930年）
- 2001年 - 古波蔵保好、随筆家（* 1910年）
- 2003年 - ドナルド・デイヴィッドソン、哲学者（* 1917年）
- 2003年 - チャールズ・ブロンソン、俳優（* 1921年）
- 2004年 - フレッド・ホイップル、天文学者（* 1906年）
- 2004年 - デレク・ジョンソン、陸上競技選手（* 1933年）
- 2005年 - ヘンドリック・ヴァン・アンデル・シッパー、オランダ歴代最長寿女性（* 1890年）
- 2006年 - ナギーブ・マフフーズ、小説家（* 1911年）
- 2006年 - グレン・フォード、俳優（* 1916年）
- 2006年 - 粟田彰常、日本陸軍の大尉（* 1920年）
- 2006年 - ジョセフ・オツオリ、陸上競技選手（* 1969年）
- 2007年 - マイケル・ジャクソン、ビール・ウイスキー評論家（* 1942年）
- 2008年 - トミー・ボルト、プロゴルファー（* 1918年）
- 2008年 - 五十嵐豊一、将棋棋士（* 1924年）
- 2008年 - キラー・コワルスキー、プロレスラー（* 1926年）
- 2011年 - 伊藤英吉、実業家、元伊藤忠商事会長（* 1911年）
- 2015年 - オリバー・サックス、神経学者（* 1933年）
- 2015年 - ウェス・クレイヴン、映画監督（* 1939年）
- 2016年 - ベラ・チャスラフスカ[17]、体操選手（* 1942年）
- 2017年 - 安部川澄夫、銀行家、元大和銀行頭取（* 1922年）
- 2017年 - 谷口稜曄、長崎原爆被爆者、核廃絶運動家（* 1929年）
- 2019年 - 池内紀[18]、ドイツ文学者、エッセイスト（* 1940年）
- 2021年 - フセヴォロド・オフチンニコフ、ジャーナリスト（* 1926年）
- 2021年 - 西脇久夫、テノール歌手（ボニージャックス）（* 1936年）
- 2022年 - 三条町子、歌手（* 1925年）
- 2022年 - ミハイル・ゴルバチョフ[19]、政治家、初代ソビエト連邦大統領（* 1931年）
- 2022年 - 竹内日出男、脚本家（* 1933年）
- 2023年 - 福原義春、実業家、資生堂名誉会長（* 1931年）
- 2023年 - ジョン・ムウェテ・ムルアカ、タレント、電気工学研究者、国際政治評論家（* 1961年）

## 記念日・年中行事
- 国際行方不明者デー（ 世界）
失踪しどこかに監禁されている人々の境遇への関心を引くための記念日。アムネスティ・インターナショナル、赤十字国際委員会、国際連合人権高等弁務官事務所などが実施している。
- リマのローザの日（ ペルー）
ペルー出身で、アメリカ大陸初のカトリックの聖人となったリマのローザを記念するペルーの祝日。

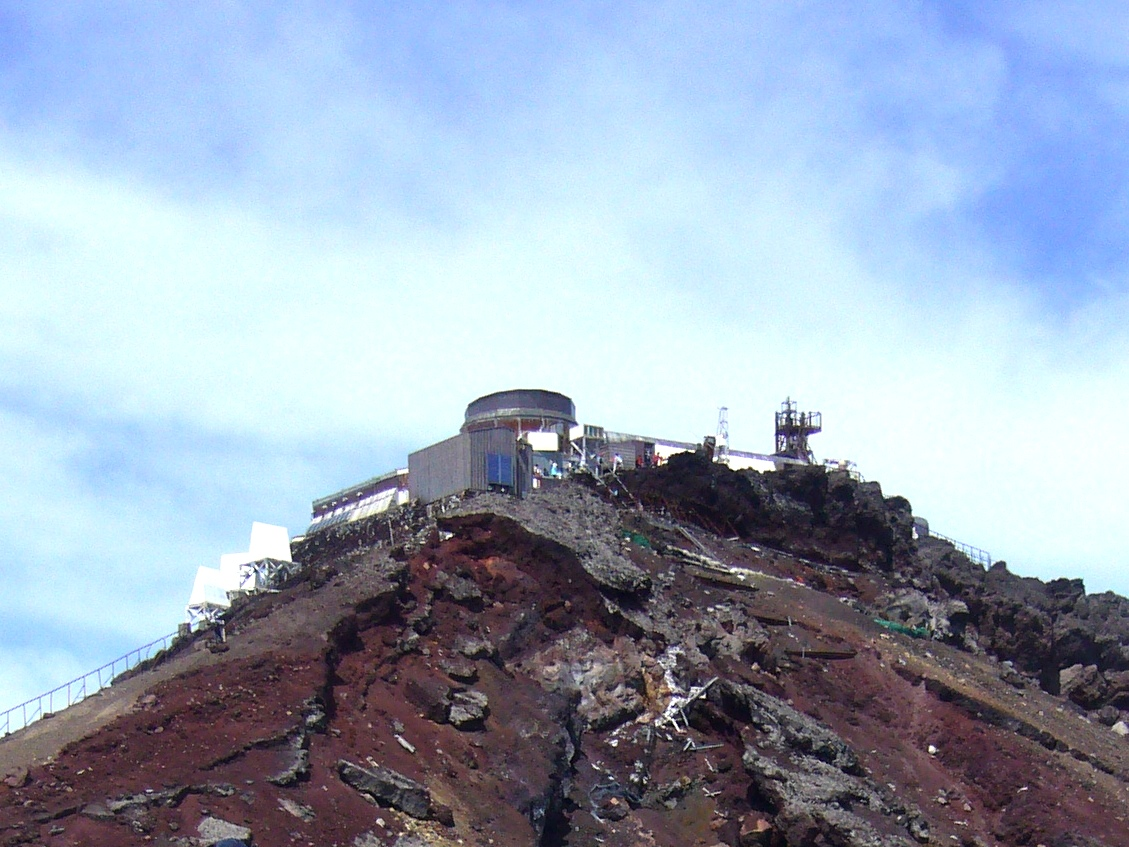
富士山測候所。現在は無人施設。

- 戦勝記念日（ トルコ）
1922年、ドゥムルプナルの戦い（英語版）でトルコが決定的な勝利を収めたことを記念する祝日。
- 富士山・野中測候所完成記念日（ 日本）
1895年（明治28年）8月30日に大日本気象学会員の野中至が私財を投じて富士山頂の測候所の工事の完成を中央気象台に連絡してきたことに由来。これが、現在の気象庁富士山測候所の前身となった[20]。
- マッカーサー進駐記念日（ 日本）
1945年のこの日、GHQ最高司令官・ダグラス・マッカーサー元帥が厚木飛行場に到着した[21]。
- 冒険家の日（ 日本）
1965年に同志社大学南米アンデス・アマゾン遠征隊がアマゾン川の源流から130kmを世界で初めてボートで川下りし、1989年に堀江謙一が小型ヨットで太平洋の単独往復を達成した日[22]。
- ハッピーサンシャインデー（ 日本）
「ハッピー(8)サンシャイン(30)」の語呂合わせ[20][23]。
- 矢沢の日（ 日本）
日本のロックシンガー、矢沢永吉にちなみ、「ヤ(8)ザワ(30)」の語呂合わせ[24]。